# Chimaltenango (departement)
Chimaltenango is een departement van Guatemala, gelegen in het middenzuiden van het land. De hoofdstad van het departement is de gelijknamige stad Chimaltenango.
Het departement bestrijkt een oppervlakte van 1979 km² en heeft 615.776 inwoners (2018).
In Chimaltenango liggen de ruïnes van de Maya-steden Iximché en Mixco Viejo.

## Gemeenten
Het departement is ingedeeld in zestien gemeenten:
- Acatenango
- Chimaltenango
- El Tejar
- Parramos
- Patzicía
- Patzún
- San Andrés Itzapa
- San José Poaquil
- San Juan Comalapa
- San Martín Jilotepeque
- San Miguel Pochuta
- San Pedro Yepocapa
- Santa Apolonia
- Santa Cruz Balanyá
- Tecpán Guatemala
- Zaragoza

Alta Verapaz · Baja Verapaz · Chimaltenango · Chiquimula · El Progreso · Escuintla · Guatemala · Huehuetenango · Izabal · Jalapa · Jutiapa · Petén · Quetzaltenango · Quiché · Retalhuleu · Sacatepéquez · San Marcos · Santa Rosa · Sololá · Suchitepéquez · Totonicapán · Zacapa